# Événements militaires du 22 août 1914
Cet article présente les événements militaires du 22 août 1914.
Selon le livre de Jean-Michel Steg, cette date représente le « jour le plus meurtrier de l’histoire de France », avec, au moins, 27 000 soldats français tués,. L'historien français Stéphane Audoin-Rouzeau, qui préface le livre précise qu'il s'agit d' « une entrée dans la première catastrophe du XXe siècle, dans le désastre originaire. »
Cette journée se déroule durant la « bataille des frontières », qui se situe au tout début de la Première Guerre mondiale. L'armée allemande y réussit en quelques jours à conquérir les bassins miniers de la vallée de la Sambre et de Lorraine, ce qui permettra à l'Allemagne de les exploiter à son profit pendant toute la durée de la guerre.

## Front occidental

### Une journée sanglante
Moins de trois semaines après le début du conflit, l'armée française se lance le 22 août dans un combat extrêmement sanglant et qui entraînera la mort de 27 000 soldats sur 400 km de front, de la Belgique à la Lorraine. Cette journée s'inscrit dans les cinq journées qui se succèdent du 20 au 25 août 1914 et au cours desquelles la France perd 40 000 soldats fauchés par la mitraille de l'artillerie ennemie.
Ces 27 000 soldats tués en un seul jour, dont environ 7 000 pour la seule bataille qui se déroule près du village belge de Rossignol, représentent un nombre sept fois plus élevé que le nombre de soldats alliés tués lors du 6 juin 1944, le jour du débarquement de Normandie. Cette journée est considérée comme la plus meurtrière de l'histoire de l'armée française.

### Situation générale

#### Offensive française
- Bataille de Belgique :
  - La bataille de Charleroi, commencée la veille, se poursuit.
  - Défaite française à la bataille de Luchy.
  - Défaite française à la bataille de Rossignol.

#### Engagement britannique
Le 4th Royal Irish Dragoon Guards se distingue près de Mons en tendant une embuscade à une patrouille allemande. À cette occasion, le capitaine Charles Beck Hornby (en) aurait été le premier soldat britannique à tuer un soldat allemand.

#### Crimes de guerre allemands
- Massacre de Tamines.
- Massacre de Dinant

## Autres fronts
- Campagne militaire du Togoland :
  - Victoire franco-britannique à la bataille de Chra (en).

## Autres évènements en relation avec la guerre
- Parution du premier numéro du magazine The War Illustrated au Royaume-Uni.

## Décès

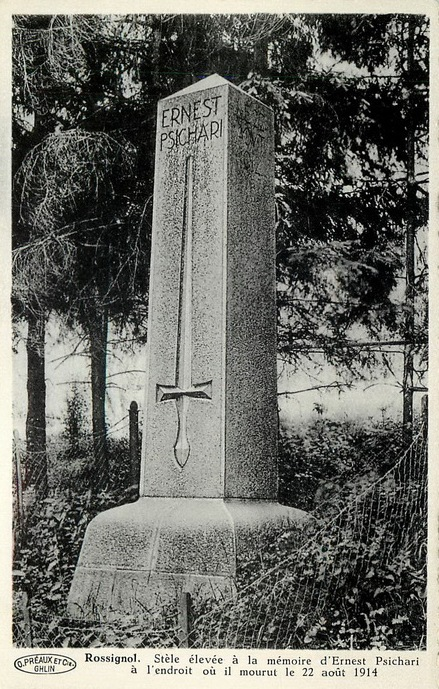
Stèle de l'écrivain Ernest Psichari, tué le 22 8 1914 à Rossignol (Gaume).

- Jean Allard-Méeus, militaire et écrivain français (22 ans)
- Robert Bergeyre, joueur de rugby français, caporal (20 ans)
- Achille Deffontaines, général français, touché à la tête le 22 août, il meurt des suites de sa blessure le 26 (56 ans).
- Alain de Fayolle, militaire français (22 ans)
- André du Fresnois, écrivain français (27 ans)
- Ernest Psichari, militaire et écrivain français (30 ans)
- Léon Raffenel, général français (58 ans)
- Jean Reutlinger, photographe français (23 ans)
- Charles Rondony, général de brigade français (58 ans)
- Germain Jules Louis Foch (24 ans), tué à Ville-Houdlémont, et Paul Bécourt (32 ans), tué à Joppécourt. Ils étaient respectivement le seul fils survivant et un des deux gendres de Ferdinand Foch.

Le site des Archives départementales de Meurthe-et-Moselle met en ligne une liste des combattants français morts pour la France le 22 août 1914.